# Thềm băng Ross
Thềm băng Ross là thềm băng lớn nhất của Nam Cực (có diện tích khoảng 487.000 km², và bề ngang khoảng 800 km, bằng kích thước của Pháp). Nó có chiều dày vài trăm mét. Thềm băng gần như thẳng đứng thẳng ra biển mở dài hơn 600 km, và cao từ 15 đến 50 mét trên mặt nước. Tuy nhiên có 90% của khối băng trôi nằm dưới mặt nước.

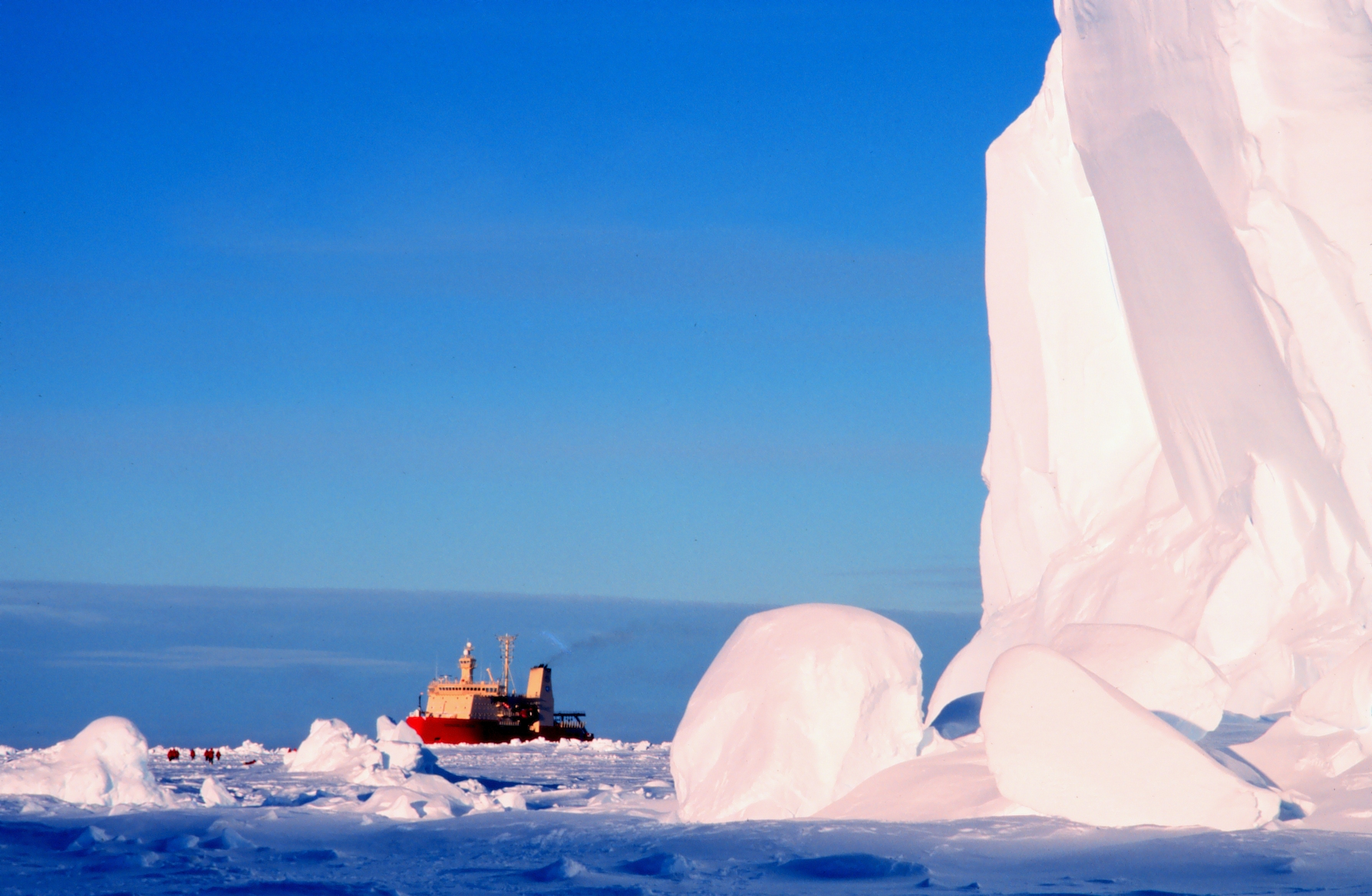
"Đại Băng Lũy" tại Vịnh Cá voi (Bay of Whales), gần nơi Amundsen lần đầu tiên đến

Hầu hết thềm băng Ross là nằm trong phạm vi Ross Dependency tuyên bố chủ quyền bởi New Zealand.
Thềm băng được đặt theo tên thuyền trưởng James Clark Ross, người đã phát hiện ra nó vào ngày 28 tháng 1 năm 1841. Ban đầu, nó được gọi là Bức Lũy ("The Barrier"), kèm theo nhiều tính từ miêu tả khác, chẳng hạn như Đại Băng Lũy ("Great Ice Barrier"), vì nó ngăn chặn thuyền buồm về phía nam. Ross đã lập được bản đồ phía trước băng về phía đông đến 160 ° Tây. Năm 1947, trong Bản báo cáo Nam Cực Nam Mỹ gốc, Ủy ban Địa lý Hoa Kỳ sử dụng cái tên "Băng thềm Ross" để gọi nó. Vào tháng 1 năm 1953, cái tên ấy đã được đổi thành "Thềm băng Ross"; nó được xuất bản năm 1956.

## Thăm dò

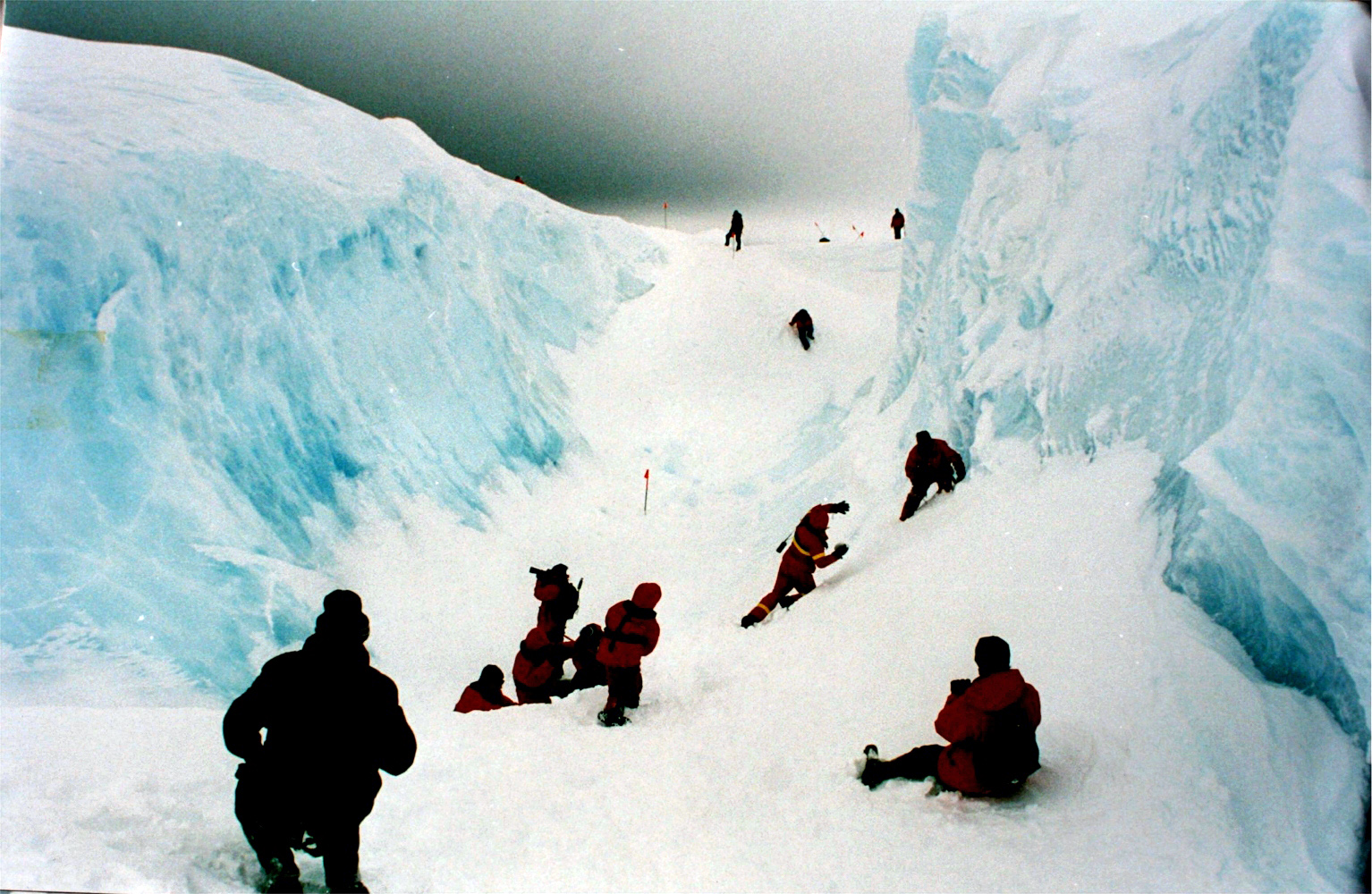
Crevasse, Thềm băng Ross năm 2001.

Vào ngày 5 tháng 1 năm 1841, chuyến thám hiểm Ross của Hải quân Anh bằng các con tàu Erebus và Terror, những chiếc tàu ba chiếc với thân tàu bằng gỗ tăng cường đặc biệt, đã đi qua các tảng băng của Thái Bình Dương gần Nam Cực để xác định vị trí của Nam Đảo Magnetic Cây sào. Bốn ngày sau, họ tìm đường vào nước mở và hy vọng rằng họ sẽ có một chuyến đi rõ ràng đến đích của họ. Nhưng vào ngày 11 tháng 1, những người đàn ông đã phải đối mặt với một khối băng khổng lồ.
Sir James Clark Ross, chỉ huy trưởng của cuộc thám hiểm, nhận xét: "Ồ, không có nhiều cơ hội đi thuyền buồm qua những vách đá của Dover". Ross, người năm 1831 đã đặt Cực Bắc từ, đã dành hai năm tiếp theo tìm kiếm một lối đi biển đến cực Nam; Sau đó, tên của anh ta được đưa lên thềm đá và biển xung quanh. Hai ngọn núi lửa trong vùng được đặt tên bởi Ross cho các tàu của ông.
Đối với các nhà thám hiểm Nam Cực đầu tiên tìm đến Nam cực, thềm băng Ross trở thành một khu vực bắt đầu. Trong cuộc thăm dò đầu tiên của khu vực do Discovery Expedition tiến hành vào các năm 1901-1904, Robert Falcon Scott đã thực hiện một nghiên cứu quan trọng về kệ và môi trường xung quanh từ căn cứ thám hiểm của ông trên đảo Ross. Bằng cách đo băng đá cẩm thạch và độ nổi của chúng, ông ước tính băng có độ dày trung bình khoảng 900 feet; Hình thái học không bị xáo trộn của băng đá và hồ sơ nhiệt độ ngược của nó dẫn ông kết luận rằng nó trôi nổi trên mặt nước; Và đo lường trong 1902-1903 cho thấy nó đã tiến 608 thước anh phía bắc trong 13,5 tháng. Các phát hiện được trình bày tại một bài giảng mang tên "Universitas Antarctica!" Được đưa ra vào ngày 7 tháng 6 năm 1911 và đã được xuất bản trong tài khoản cuộc thám hiểm lần thứ hai của Scott (chuyến thám hiểm Terra Nova năm 1910-1913).